# First World Problem
Als First World Problem (englisch für ‚Erste Welt-Problem‘) wird in abwertender Form der Anglizismus für ein vergleichsweise unbedeutendes oder nichtiges  Problem bezeichnet, das Menschen der westlichen Welt im Alltag zu bewältigen haben. Als deutsche Entsprechung gilt auch Luxusproblem.

## Inhalt
Die Phrase bezeichnet Probleme, über die sich Einwohner der Industrienationen, der sogenannten ersten Welt, beschweren, die aber im Vergleich zu viel grundlegenderen Problemen der Existenzsicherung von Menschen in weniger entwickelten Staaten der sogenannten dritten Welt unwichtig, trivial oder lächerlich erscheinen.

## Herkunft
First World Problems fand erstmals 1979 im Aufsatz Housing: Third World Solutions to First World Problems von Geoffrey K. Payne belegt Verwendung. Ab 2005 wurde die Phrase verstärkt im Internet als Meme oder populärer Twitter-Hashtag verwendet, um dort einem Beschwerdegänger die Trivialität seines Problems zu verdeutlichen. Der aus dem englischen Sprachraum stammende Begriff wurde im November 2012 in die Onlineausgabe des Oxford English Dictionary aufgenommen und findet als Anglizismus zunehmend auch im deutschen Sprachraum Verwendung. 
Im Deutschen werden häufig sinngemäß die Redewendungen „Wenn man sonst keine Sorgen/Probleme hat ...“ oder „Wenn es sonst keine Probleme gibt ...“ oder „Jammern auf hohem Niveau“ verwendet. Auch der Begriff Luxusproblem findet hier Verwendung.